# Agave polyacantha
Agave polyacantha är en sparrisväxtart som beskrevs av Adrian Hardy Haworth. Agave polyacantha ingår i släktet Agave och familjen sparrisväxter. Inga underarter finns listade i Catalogue of Life.

## Bildgalleri

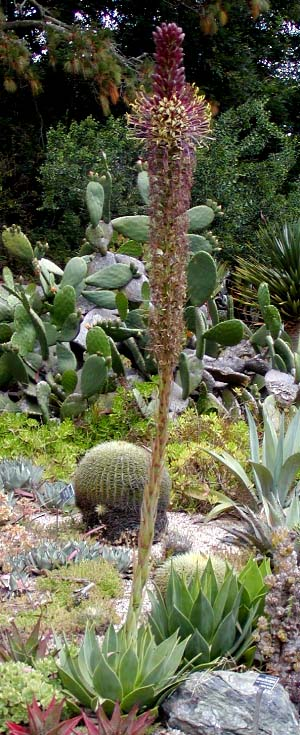